# Pia Nic Gundersen
Pia Nic Gundersen (1985) è un'ex sciatrice alpina norvegese.

## Biografia
Attiva in gare FIS dal gennaio del 2001, in Coppa Europa la Gundersen esordì il 24 febbraio 2003 a Innerkrems in discesa libera (59ª), ottenne il miglior piazzamento il 17 dicembre 2004 ad Altenmarkt-Zauchensee in supergigante (38ª) e prese per l'ultima volta il via il 6 febbraio 2005 a Castelrotto in discesa libera (60ª). Si ritirò al termine della stagione 2005-2006 e la sua ultima gara fu lo slalom speciale dei Campionati finlandesi 2006, disputato il 9 aprile a Ruka e non completato dalla Gundersen; in carriera non debuttò in Coppa del Mondo e non prese parte a rassegne olimpiche o iridate.

## Palmarès

### Campionati norvegesi
- 5 medaglie:
  - 2 ori (discesa libera nel 2003; supergigante nel 2006)
  - 1 argento (supergigante nel 2005)
  - 2 bronzi (discesa libera nel 2004; combinata[senza fonte] nel 2005)